# 47-я улица (Манхэттен)
47-я улица (англ. 47th Street) — улица, пролегающая между Первой авеню и Вест-Сайд-Хайвей в районе Манхэттена в Нью-Йорке. Движение идет в одну сторону, с востока на запад, начиная от штаб-квартиры ООН. Улица включает в себя знаменитый Алмазный район, а также проходит через Таймс-Сквер.

## Достопримечательности
- Здесь находилась знаменитая студия «Фабрика» Энди Уорхола с 1963 по 1968 год. Фабрика располагалась на пятом этаже 231-го дома между Второй и Третьей авеню.
- Дуплекс ювелирной биржи Дикмана — студия и место проживания российского художника Александра Нейа в течение четырех десятилетий (1974—2015) после его иммиграции из Советского Союза.
- Вандербильт-авеню (англ.) пролегает от 42-й до 47-й улицы, между Парк-авеню и Мэдисон-авеню. Улица возникла в результате строительства Центрального вокзала и названа в первоначального владельца, Корнелиуса Вандербильта.
- Участок 47-й улицы между Пятой авеню и Шестой авеню известен как «Алмазный район», где расположено кошерное кафе «IDT Megabite Cafe».
- Магазин НХЛ находится на Шестой авеню между 46-й и 47-й улицами[1].
- Стенд TKTS, реконструированный и вновь открытый в 2008 году, расположен на 47-й улице на площади Даффи, между Седьмой авеню и Бродвеем. Театралы могут приобрести билеты в бродвейский театр со скидкой от 25 до 50 % на пьесы и мюзиклы. Здание банка Morgan Stanley расположено по диагонали напротив TKTS на пересечении Бродвея и 47-й улицы.
- Бродвейский театр широко представлен на 47-й улице между Бродвеем и Восьмой авеню, включая Театр Брукса Аткинсона, театр Этель Бэрримор и театр Сэмюэля Фридмана.

### Алмазный квартал

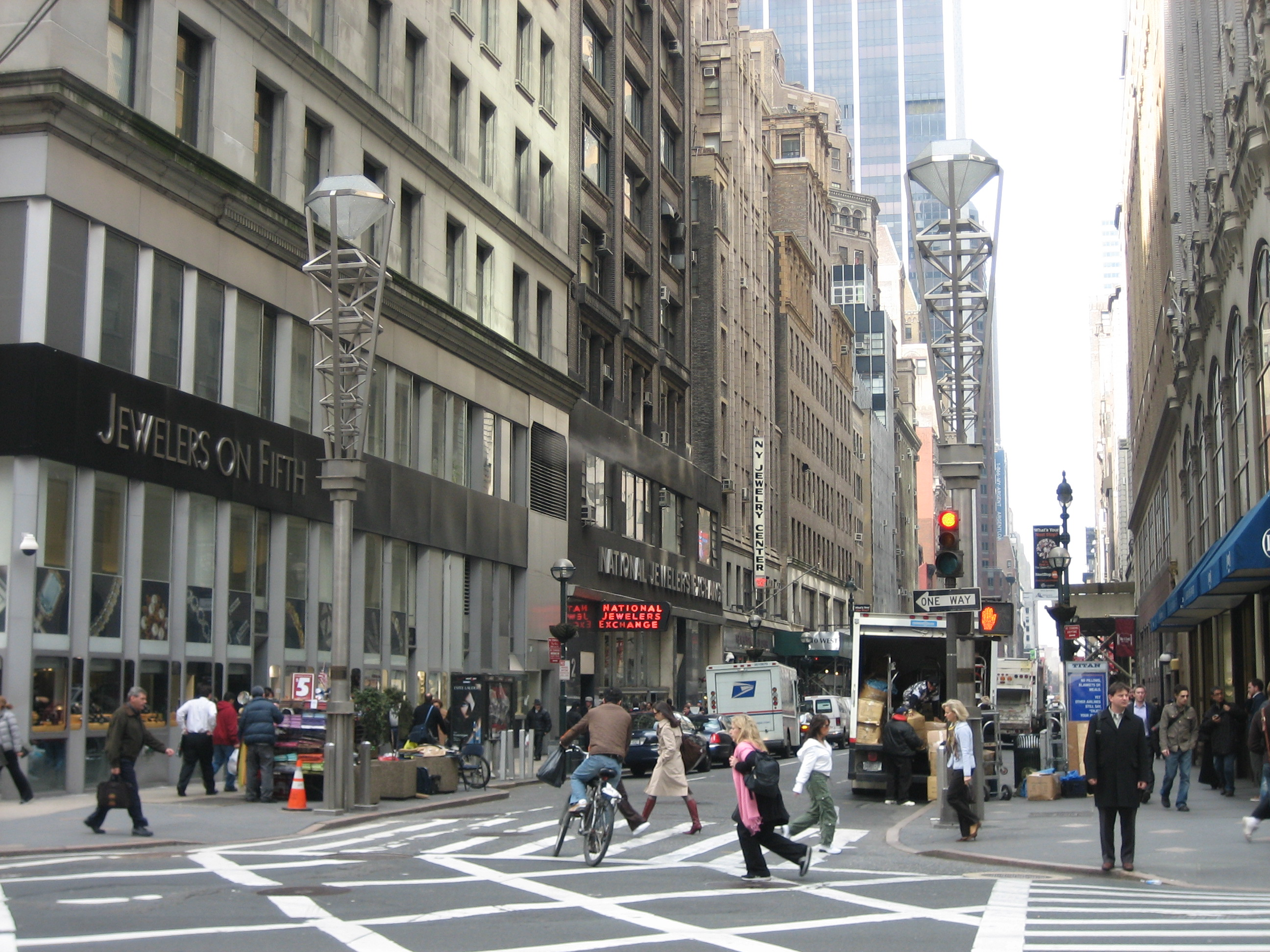
Алмазный квартал

Алмазный квартал — коммерческий участок, расположенный между Пятой и Шестой авеню в центре Манхэттена. До 1920-х годов алмазный эпицентр Нью-Йорка находился на Мейден-лейн, в четырех кварталах к северу от Уолл-Стрит. Новый «алмазный квартал» был образован, когда дилеры переехали на север из Канал-стрит и Бауэри.

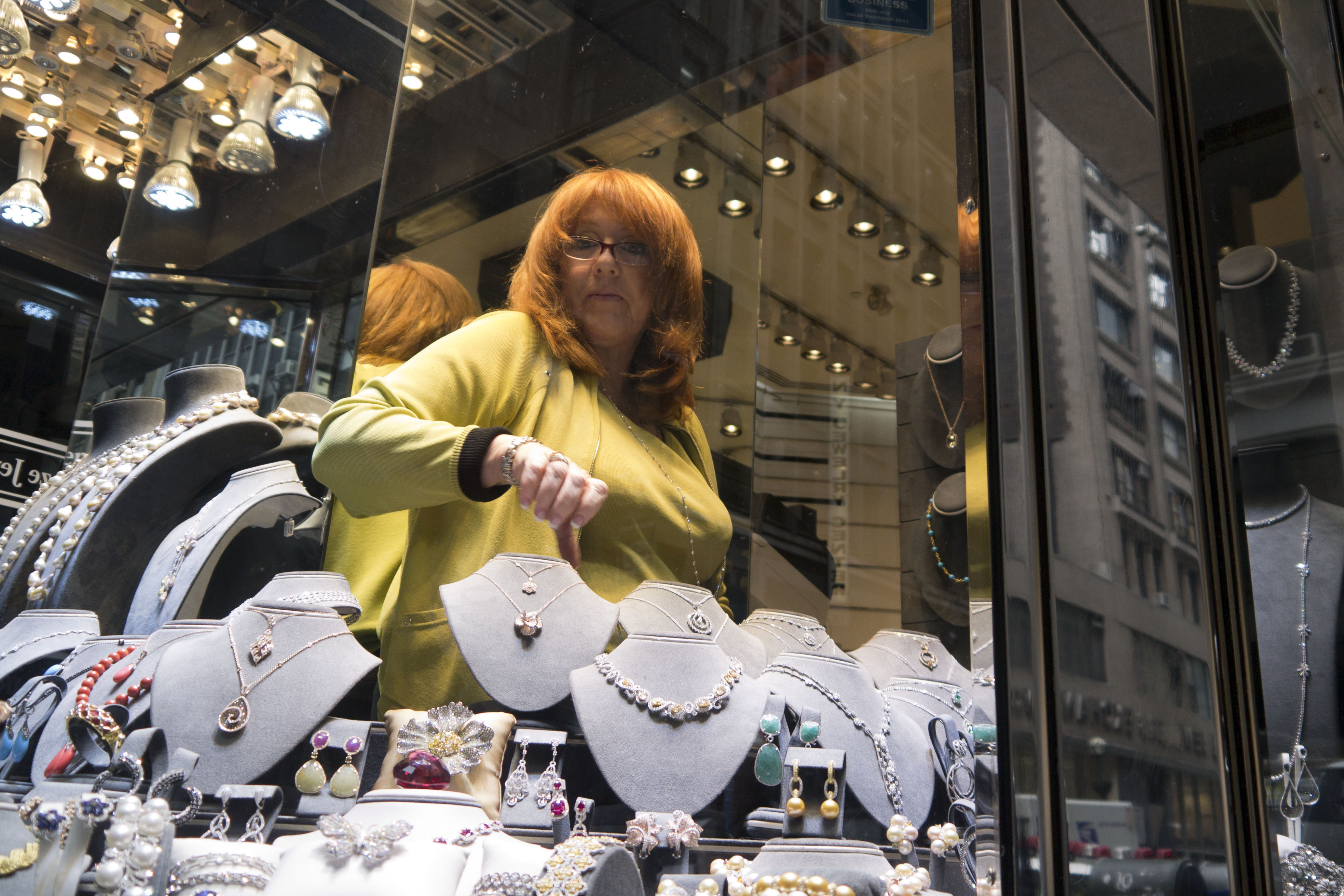
Ювелирный магазин в Алмазном квартале

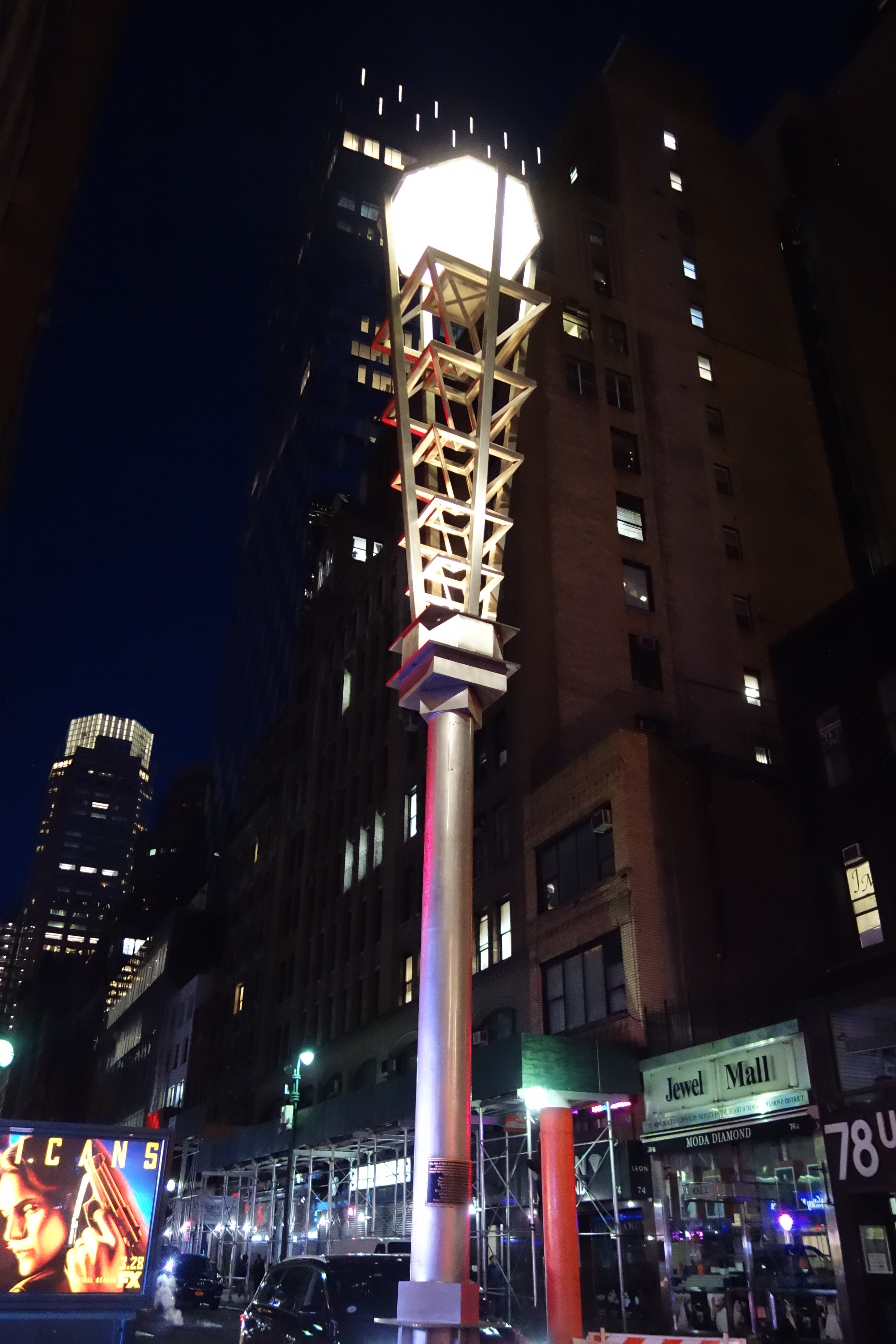
Один из уникальных уличных фонарей в виде бриллианта

Этот квартал является одним из основных центров мировой алмазной промышленности, а также главным центром ювелирных изделий в городе. Сумма одной сделки в среднем составляет 400 миллионов долларов. По оценкам, 90 % алмазов в Соединенных Штатах поступает через Нью-Йорк. В 2019 году в округе насчитывалось около 3500 независимых предприятий (резка, полировка и продажа). По другим данным, в 2020 году в этом районе насчитывалось более 2600 предприятий, большинство из которых находилось в одном квартале, многие владельцы магазинов и менеджеры являлись ортодоксальными евреями. В 2019 году оптовый бизнес составил большую часть от 24,6 миллиарда долларов в годовом объеме продаж, в отрасли занято 33 000 человек. Большинство предприятий расположено в киосках.
По данным New York Times, Алмазный квартал сохранил базарный рынок с 1920-х годов. Многие сделки завершаются благословением и рукопожатием. Розничные магазины выстраиваются вдоль улиц снаружи. На 50-й и 47-й улице находится Геммологический институт (англ.), который обучает торговцев драгоценными камнями. Одной из отличительных черт квартала являются уличные фонари в виде бриллиантов. В квартале также находятся три выдающихся торговых взаимосвязанных здания: биржа на Пятой авеню, клуб алмазных дилеров (DDC) и международная башня драгоценных камней. Квартал находится недалеко от других достопримечательностей, таких как Рокфеллеровский центр и Радио-сити-мьюзик-холл.